# Joseph Gibbs
Joseph Gibbs (ur. 23 grudnia 1699, zm. 12 grudnia 1788 w Ipswich) – brytyjski kompozytor epoki późnego baroku.
Był organistą St. Nicholas’s Church w Harwich, następnie około 1744 roku był organistą w Dedham. Od 1748 roku pełnił obowiązki organisty w kościele St Mary-le-Tower w Ipswich. Był członkiem Ipswich Musical Society.
Skomponował 8 sonat skrzypcowych (wyd. ok. 1746) i 6 kwartetów smyczkowych (wyd. ok. 1777), pisał też utwory organowe. W sonatach skrzypcowych Gibbsa widoczny jest wpływ twórczości Francesco Geminianiego, Francesco Marii Veraciniego i Michaela Christiana Festinga. Jego kwartety smyczkowe są utworami o budowie 3- lub 4-częściowej, z wykorzystaniem techniki fugowej w częściach szybkich.